# Conhecimento livre
Conhecimento livre (ou conhecimento aberto) é o conhecimento que pode ser utilizado, adquirido, interpretado, aplicado e redistribuído livremente, sem restrições legais, sociais ou tecnológicas. Ele pode ser reformulado conforme as necessidades e compartilhado em benefício comunitário.
O termo refere-se ao movimento cultural de conhecimento livre, inspirado nos princípios do software livre e de código aberto, com base no sucesso dos sistemas colaborativos, que permitiram o desenvolvimento, por exemplo, da Wikipédia, a enciclopédia livre.

## Fundamentos
O conhecimento existe desde o início da humanidade, na medida em que evoluímos como espécie. Conhecimento e liberdade estão intimamente ligados à forma como o ser humano aprende, ensina e usa o seu conhecimento na medida em que tem liberdade para fazê-lo.
Até poucas décadas atrás, o conhecimento era patrimônio da humanidade, havia liberdade de acesso e de utilização da informação. Com o surgimento de fronteiras artificiais, tais como patentes e direitos autorais, entre outros (coletivamente denominados de propriedade intelectual), o conhecimento perdeu esta caraterística. Trata-se de acompanhar a tendência tecnológica de evoluirmos para uma sociedade digitalizada com novas formas de comunicação e fornecer oportunidades ao conhecimento humano digitalizado de contribuir para o crescimento.
Conhecimento, de acordo com o Fomento da Investigação e Ação Participativa, FIAP, é um atributo estritamente humano, no entanto, exige certas condições sociais e espaços amplos de liberdade para a sua geração, aprendizagem,  internalização, sistematização, transmissão e aplicação.
O conhecimento é livre por natureza, ainda que surja de uma única pessoa, esse, é fecundo, visto que somente dentro de um amplo contexto social é que terá a capacidade inerente de adquirir o seu valor máximo, por esta razão ele deve ser transmitido e compartilhado livre e abertamente por todos os cidadãos do mundo. Assim, quanto mais liberdade e sociabilidade, mais conhecimento, e por isso, é uma aberração pretender materializá-lo e transformá-lo numa mercadoria lucrativa orientada para a exclusão, em vez de considerá-lo um patrimônio coletivo da humanidade.